# All I Want to Do
All I Want to Do is een nummer van de Britse reggaeband UB40 uit 1986. Het is de tweede single van hun zevende studioalbum Rat in the Kitchen.
"All I Want to Do" gaat over een man die zijn werk zat is, maar geld nodig heeft om in zijn levensonderhoud te voorzien. Het nummer werd een kleine hit op de Britse eilanden en in Nederland. In het Verenigd Koninkrijk bereikte het een bescheiden 41e positie, terwijl het in de Nederlandse Top 40 met een 30e positie succesvoller was dan bij de overzeese buren.

## Tracklijst
- 7"

1. "All I Want to Do" - 4:13
2. "All I Want to Do" (version) - 2:44